# Montargull (Avinyonet del Penedès)
Montargull és una masia del municipi d'Avinyonet del Penedès (Alt Penedès) protegida com a bé cultural d'interès local.
És una masia de planta rectangular, composta de planta baixa i pis, amb coberta a dos vessants i ràfec. Portal de la planta baixa amb arc de mig punt adovellat. Finestres amb ampits, brancals i llindes de pedra. Cantoneres de pedra.